# Stade Carlos de Alencar Pinto
Le stade Carlos de Alencar Pinto (en portugais : Estádio Carlos de Alencar Pinto), également connu sous le nom de Vovozão ou encore de Ninho das Cobras, est un stade de football brésilien situé à Damas, quartier de la ville de Fortaleza, dans l'État du Ceará.
Le stade, doté de 3 000 places et inauguré en 1968, sert d'enceinte à domicile à l'équipe de football du Ceará Sporting Club.

## Histoire
Le stade ouvre ses portes en 1968.
Il est rénové en 2000 et réinauguré le 13 avril 2000 lors d'une victoire 3-0 des locaux du Ceará SC sur le Quixadá (le premier but dans le stade remodelé étant inscrit par Reinaldinho).
Le 30 janvier 2021, à la suite de l'incendie de l'Arena Castelão, le match aller de la finale de Série D 2020 entre Floresta et le Mirassol se déroule au Vovozão.